# Червоноярська сільська рада (Кропивницький район)
| Червоноярська сільська рада — колишній орган місцевого самоврядування у Кропивницькому районі Кіровоградської області з адміністративним центром у с. Червоний Яр. Сільській раді підпорядковані населені пункти: - с. Червоний Яр |

## Склад ради
Рада складається з 14 депутатів та голови.

### Керівний склад ради
| ПІБ                               | Основні відомості                                                 | Дата обрання | Дата звільнення |
| --------------------------------- | ----------------------------------------------------------------- | ------------ | --------------- |
| Сосновський Олександр Миколайович | Сільський голова, 1965 року народження, освіта                    | 26.03.2006   | 31.10.2010      |
| Сосновський Олександр Миколайович | Сільський голова, 1965 року народження, освіта вища, безпартійний | 31.10.2010   |                 |

Примітка: таблиця складена за даними джерела

## Населення
Згідно з переписом УРСР 1989 року чисельність наявного населення сільської ради становила 817 осіб, з яких 376 чоловіків та 441 жінка.
За переписом населення України 2001 року в сільській раді мешкали 824 особи.

### Мова
Розподіл населення за рідною мовою за даними перепису 2001 року:
| Мова       | Відсоток |
| ---------- | -------- |
| російська  | 70,52 %  |
| українська | 27,64 %  |
| вірменська | 1,47 %   |
| білоруська | 0,12 %   |
| інші       | 0,25 %   |